# Agnès Ntamabyaliro Rutagwera
Agnès Ntamabyaliro Rutagwera (Kibuye (Ruanda), 1937) és una política ruandesa, implicada en el genocidi ruandès contra els tutsis de 1994.

## Biografia
De mare tutsi i pare hutu, en 1994 era ministra de Justícia del govern provisional qui és considerat responsable del genocidi contra els tutsis a Ruanda en 1994. A partir de juny 1994, després de l'assassinat del president Juvénal Habyarimana, la majoria hutu es va llençar a matar els seus compatriotes tutsis.
Fou acusada principalment de les massacre perpetrades a la parròquia de Kabgayi, on milers de tutsis cercaven aixopluc entre abril i juny 1994, i d'haver fet assassinar Jean-Baptiste Habyalimana, un prefecte tutsi ques es resistia al genocidi. Ella hauria organitzat la seva mort, a més d'haver incitat i participat en la planificació del genocidi. També hauria participat en la reunió del 8 d'abril de 1994 del comitè de crisi a l'Escola Superior Militar, presidida per Théoneste Bagosora, amb els altres participants, el general Augustin Ndindiliyimana, el coronel Tharcisse Renzaho, el primer ministre Jean Kambanda i el president Théodore Sindikubwabo.
Fou arrestada a Zàmbia el 27 de maig 1997 i extraditada a Ruanda. Va passar deu anys detinguda abans de començar el judici. Va ser l'única membre del seu govern durant el genocidi a ser jutjada per tribunals de Ruanda, cinc ministres foren jutjats pel Tribunal Penal Internacional per a Ruanda (TPIR). El 2006 va declarar a favor d'un altre ministre davant del TPIR. També va demanar al tribunal que l'ajudés a no tornar a Ruanda.
El seu judici començà el 18 d'octubre de 2006 davant el Tribunal Suprem de la República de Kigali, davant el qual manté la seva innocència i va demanar la seva absolució. Entre maig i juliol de 2008, els jutges es mouen a Ruanda, Gitarama, Kibuye i Byumba per reunir proves. Ataca el treball del ministeri públic per "detenció per segrest, detenció preventiva il·legal, detenció sense ordre d'arrest ni provés verbal d'arrest i tortura, contraris a l'aplicació convencions les internacionals" demanda que fou rebutjada. El 19 de gener de 2009 fou condemnada per Tribunal de Gran Instància de Nyarugenge a cadena perpètua. Justin Mugenzi i Prosper Mugiraneza també foren implicats en la mort del prefecte però foren absolts de totes les acusacions en febrer de 2013. El 21 de febrer de 2014 va presentar una apel·lació, però el 27 de febrer de 2015 l'Alta Cort de Ruanda va confirmar el primer veredicte.